# Морто-Кулибёф
Морто́-Кулибёф (фр. Morteaux-Couliboeuf) — коммуна во Франции, находится в регионе Нижняя Нормандия. Департамент коммуны — Кальвадос. Входит в состав кантона Морто-Кулибёф. Округ коммуны — Кан.
Код INSEE коммуны — 14452.

## Население
Население коммуны на 2010 год составляло 550 человек.
| 1962 | 1968 | 1975 | 1982 | 1990 | 1999 | 2010 |
| ---- | ---- | ---- | ---- | ---- | ---- | ---- |
| 590  | 620  | 542  | 505  | 517  | 514  | 550  |

## Экономика
В 2010 году среди 339 человек трудоспособного возраста (15—64 лет) 257 были экономически активными, 82 — неактивными (показатель активности — 75,8 %, в 1999 году было 68,6 %). Из 257 активных жителей работали 238 человек (126 мужчин и 112 женщин), безработных было 19 (8 мужчин и 11 женщин). Среди 82 неактивных 25 человек были учениками или студентами, 34 — пенсионерами, 23 были неактивными по другим причинам.